# 314P/Montani
314P/Montani, detta anche cometa Montani, è una cometa periodica scoperta il 9 aprile 1997 dall'astronomo statunitense Joseph L. Montani. La sua orbita non le permette di avvicinarsi alla Terra ma la porta ad avere incontri ravvicinati, anche di lunga durata, coi pianeti Giove e Saturno.